# Mischa Auer
Mischa Auer (Sint-Petersburg, 17 november 1905 – Rome, 5 maart 1967) was een in Rusland geboren Amerikaanse acteur.

## Jonge jaren
Auer werd geboren als Michail Semjonovitsj Oenskovskij (Russisch: Михаил Семёнович Унсковский). Zijn naam werd meestal als Mischa Ounskowsky geschreven. Mischa is de Duitse transliteratie van Misha (de afgekorte vorm van Mikhail), en Ounskowsky is de Franse transliteratie van zijn achternaam. Auers grootouders van moederskant waren de Hongaarse violist Leopold Auer en zijn Russische vrouw Nadine Pelikan. Mischa hernoemde zichzelf naar zijn grootvader.

## Carrière
Hij begon met werken in de jaren 1920 en verhuisde daarna naar Hollywood, waar hij zijn eerste rol had in Something Always Happens (1928). Hij verscheen in meerdere kleine en (bij)rollen tot in de jaren 1930 in films als Rasputin and the Empress, Viva Villa!, The Yellow Ticket, The George Gershwin Musical, Delicious, Paramount on Parade en The Lives of a Bengal Lancer.
In 1936 werd Auer gecast als Alice Bradys protegé in de komedie My Man Godfrey, waarvoor hij werd genomineerd voor de Academy Award voor beste bijrol. Vanaf dat moment werd hij regelmatig gecast voor flauwe comedyrollen. Auer was op zijn best in rollen als balletinstructeur, Kolenkov in het met een Academy Award bekroonde You Can't Take It with You en als mode ontwerpende prins in Walter Wangers Vogues of 1938.
In de jaren 1950 verscheen Auer in meerdere televisieseries, zoals Westinghouse Desilu Playhouse, Studio One, Broadway Television Theatre en The Chevrolet Tele-Theatre en Orson Welles' Mr. Arkadin. In de jaren 1960 maakte hij meerdere Franse en Italiaanse films, waaronder The Christmas That Almost Wasn't.

## Galerij

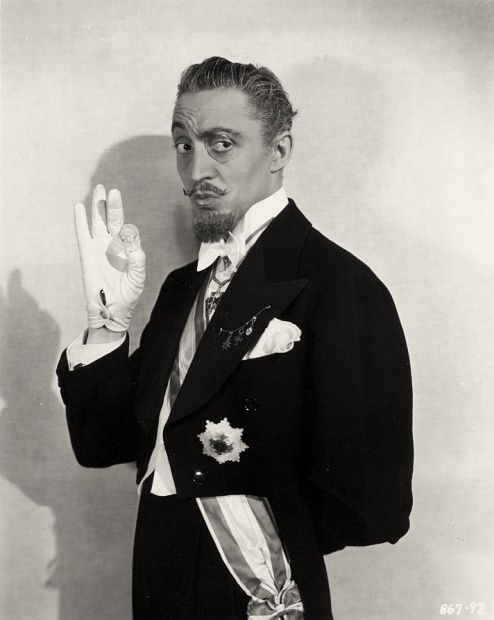
Mischa Auer in We Have Our Moments (1937)
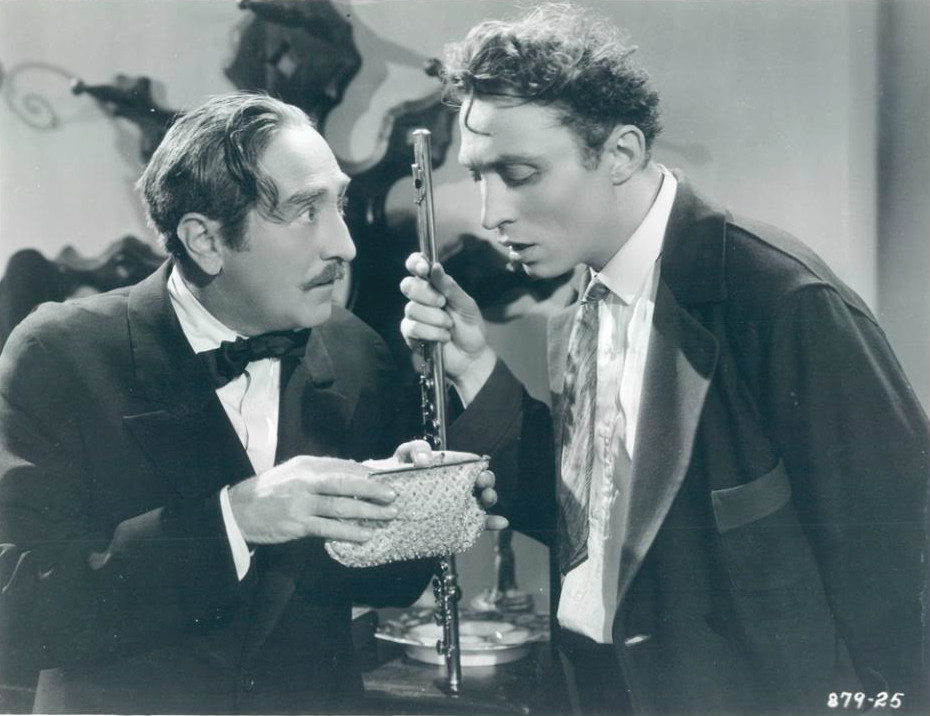
Mischa Auer (links) in One Hundred Men and a Girl photo (1937)
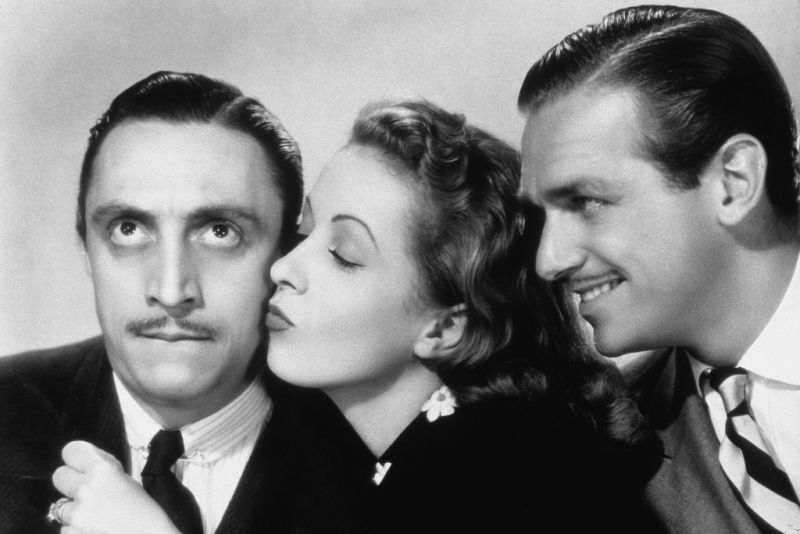
Mischa Auer (links) met Danielle Darrieux en Douglas Fairbanks jr. in The Rage of Paris (1938)
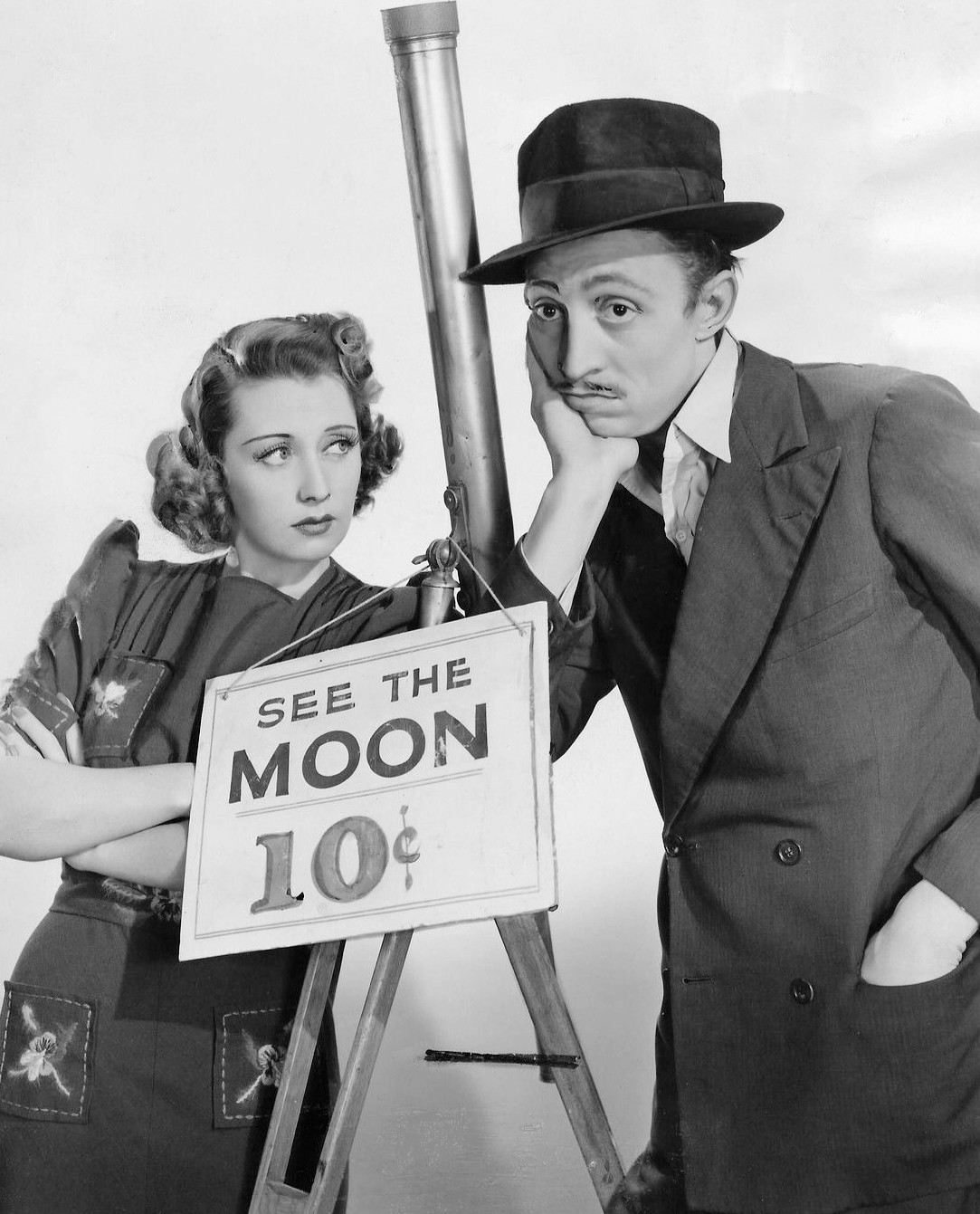
Joan Blondell en Mischa Auer in East Side of Heaven (1939)

## Privéleven
Auer trouwde viermaal en had drie kinderen. Met zijn eerste vrouw Norma Tillman trouwde hij in 1931 en kreeg hij een zoon en dochter. Zij scheidden in 1940. In 1941 hertrouwde hij met Joyce Hunter. Met zijn derde vrouw, Susanne Kalish, kreeg hij in 1950 een dochter. Zijn vierde vrouw was Elise Souls Lee.

## Overlijden
Hij overleed in 1967 aan een hart- en vaatziekte in Rome en werd later begraven in Gloversville in de Verenigde Staten.

## Gedeeltelijke filmografie
- Something Always Happens (1928)
- Rasputin and the Empress
- Viva Villa!
- The Yellow Ticket
- the George Gershwin Musical
- Delicious (1931)
- Paramount on Parade
- The Lives of a Bengal Lancer
- My Man Godfrey
- The Monster Walks (1932)
- Arsène Lupin (1932)
- Tarzan the Fearless (1933)
- Hold That Ghost
- Cracked Nuts
- Lady in the Dark
- That Girl from Paris (1936)
- My Man Godfrey (1936)
- Pick a Star (1937)
- We Have Our Moments (1937)
- One Hundred Men and a Girl (1937)
- You Can't Take It with You (1938)
- Vogues of 1938
- The Rage of Paris (1938)
- East Side of Heaven (1939)
- Destry Rides Again (1939)
- Spring Parade (1940)
- Hellzapoppin' (1941)
- Hold That Ghost (1941)
- Around the World (1943)
- Up in Mabel's Room (1944)
- A Night of Fame (1949)
- Song of Paris (1952)
- L'impossible Monsieur Pipelet (1955)
- Frou-Frou (1955)
- Futures vedettes (1955)
- The Christmas That Almost Wasn't

- Biblioteca Nacional de España: XX1519431
- Bibliothèque nationale de France: cb146596040 (data)
- Gemeinsame Normdatei: 1019409657
- International Standard Name Identifier: 0000 0000 5935 121X
- Library of Congress Control Number: n85273920
- Nationale Bibliotheek van Israël: 987007317740905171
- SNAC: w6q26wkp
- Système universitaire de documentation: 177353007
- Virtual International Authority File: 80145857804523020433
- WorldCat: E39PBJtcGHWGfxHg6jktK98wG3